# Kurt Angle
Kurt Steven Angle (Mount Lebanon (Pennsylvania), 9 december 1968) is een Amerikaans voormalig professioneel worstelaar, worstelaar en acteur die vooral bekend werd in World Wrestling Entertainment. Hij was actief tussen 1992 en 2019. Angle behaalde als worstelaar goud op de Olympische Zomerspelen 1996 in Atlanta.
Angle won als entertainmentworstelaar in totaal 19 kampioenschappen, waarvan 11 titels in WWE en 8 titels in Total Nonstop Action Wrestling (TNA). Hij is een 5-voudig WWE World Heavyweight Champion en was King of the Ring in 2000. Angle is een voormalig WCW World Heavyweight Champion, met name ten tijde van een financiële overname van World Championship Wrestling door WWE - waar Angle toen actief was - in 2001. Hij veroverde als partner van A.J. Styles en Sting twee keer het TNA World Tag Team Championship.
Hij werd in 2017 door WWE opgenomen in zijn Hall of Fame. Vier jaar eerder werd Angle reeds toegevoegd aan de TNA Hall of Fame.

## Worstelcarrière (1992-1998)
Kurt Angle begon zijn amateurworstelcarrière in 1992. Drie jaar later behaalde Angle een gouden medaille op het WK. In 1996 won Angle olympisch goud in de categorie "vrije stijl" zwaargewicht (tot 100 kg) op de Olympische Zomerspelen.
Hij brak enkele maanden voor de Olympische Spelen zijn nek, maar herstelde ternauwernood. Angle heeft sindsdien wel een (typerende) vervormde, gezwollen nek.

## Professioneel worstelcarrière (1998-2019)

### World Wrestling Federation/Entertainment (1998-2006)

#### Opleiding (1998-1999)
In oktober 1998 begon Angle zijn professionele worstelcarrière en tekende een 8-jarig contract bij de World Wrestling Federation (WWF). Hij ging worstelen voor de 'Power Pro Wrestling', dat toen als opleidingscentrum van WWF fungeerde. Angle werd getraind door Tom Prichard en Dory Funk Jr.. Hij maakte algauw zijn opwachting tijdens een aflevering van Sunday Night Heat op 7 maart 1999, voor de eerste keer op televisie en had een verhaallijn met Tiger Ali Singh.

#### Debuut en & "WWF Eurocontinental Champion" (1999-2000)
Angle maakte zijn grote televisiedebuut bij het evenement Survivor Series op 14 november 1999. Hij versloeg er Shawn Stasiak. Angle kreeg het gimmick van een "Amerikaanse held" (Engels American hero) aangeboden, dat gebaseerd was op zijn gouden medaille van de Olympische Zomerspelen in 1996. Hij droeg z'n gouden medaille steeds om de hals.
In februari 2000 veroverde Angle zowel het WWE European Championship als het WWF Intercontinental Championship. Hij noemde zich voortaan "Eurocontinental Champion". Bij WrestleMania 2000 werden twee driegevechten (jargon: triple threat) gehouden waarin beide titels op het spel stonden. Angle moest het opnemen tegen Chris Benoit en Chris Jericho, maar verloor van beide. Hij moest na de eerste wedstrijd het WWF Intercontinental Championship afstaan aan Benoit, terwijl Jericho de tweede wedstrijd won en het WWF European Championship op zijn naam schreef.

#### WWF Champion en "The Alliance" (2000-2001)
Angle plaatste zich in 2000 voor de finale van King of the Ring. Hij nam de maat van Rikishi. Bij het evenement No Mercy won Angle, geholpen door Rikishi, van Dwayne "The Rock" Johnson en veroverde het WWF Championship. Met deze overwinning was Angle de eerste persoon die zowel olympisch goud als het WWF Championship won. In de zomer was hij vaak te zien als tegenstander van Triple H en The Rock. Meer bepaald bij het evenement SummerSlam stonden Angle, Triple H en The Rock tegenover elkaar, waar The Rock zich de sterkste toonde. Angle was in december 2000 een van de zes deelnemers in - alsmede de winnaar van - een unieke Six-Way Hell in a Cell match bij het evenement Armageddon. Na een heerschappij van 4 maanden moest Angle de titel doorgeven aan The Rock bij het evenement No Way Out. Eerder versloeg hij nog wel rechtstreeks Triple H bij het evenement Royal Rumble in januari 2001.
Toen de federaties World Championship Wrestling en Extreme Championship Wrestling de handen in elkaar sloegen als The Alliance en medio 2001 de WWF binnenvielen, veranderde Angle in een face (fan favoriet). Hij werkte samen met Stone Cold Steve Austin om "The Alliance" af te weren. Later keerde Austin zich (kayfabe) tegen de WWF en sloot zich aan bij "The Alliance", wat leidde tot een titelwedstrijd tussen Angle en Austin bij het evenement SummerSlam die werd gewonnen door Angle via diskwalificatie van Austin, waardoor de titel om de schouders van Austin bleef. Bij het evenement Unforgiven vond een herkansing plaats. Deze keer versloeg hij Austin 'clean' en veroverde het WWF Championship.
Tijdens een aflevering van Raw op 8 oktober 2001 moest Angle de titel afgeven aan (fictief) WWF Commissioner William Regal, die tevens lid was van "The Alliance", en dat kostte Angle de wedstrijd. Hij speelde wederom de rol van heel (schurk) en sloot zich finaal toch aan bij "The Alliance". Zijn lidmaatschap zou niet lang standhouden, want bij het evenement Survivor Series verraadde hij The Alliance, nadat hij The Rock hielp te winnen van Austin. Hij bleef een schurk door te beweren dat hij als enige verantwoordelijk was voor de vernietiging van "The Alliance".

#### Grand Slam & WWE Championship (2002)
Angle was aanwezig bij het grote debuut van John Cena op 27 juni 2002. Het debuut van Cena vond plaats tijdens een aflevering van Friday Night SmackDown!. Cena daagde hem vol zelfvertrouwen uit, maar verloor. Op 19 mei 2002 werd hij door Edge verslagen in een Hair vs. Hair-wedstrijd bij het evenement Judgment Day. Sindsdien heeft Angle een kaalgeschoren coupe. In oktober 2002 werd Angle de vijfde Grand Slam Champion in de geschiedenis toen hij samen met Chris Benoit het WWE Tag Team Championship veroverde bij het evenement No Mercy. Tijdens een aflevering van SmackDown! op 5 november 2002 verloren Angle en Benoit de titelriemen aan Edge en Rey Mysterio.
Bij het evenement Armageddon won Angle voor de derde keer het WWE Championship via winst tegen Big Show, mede door inmenging van Brock Lesnar. Rond deze periode stichtte hij The World’s Greatest Tag Team/Team Angle met Charlie Haas en later Shelton Benjamin.

#### Ruzies met Brock Lesnar & Eddie Guerrero (2003-2004)

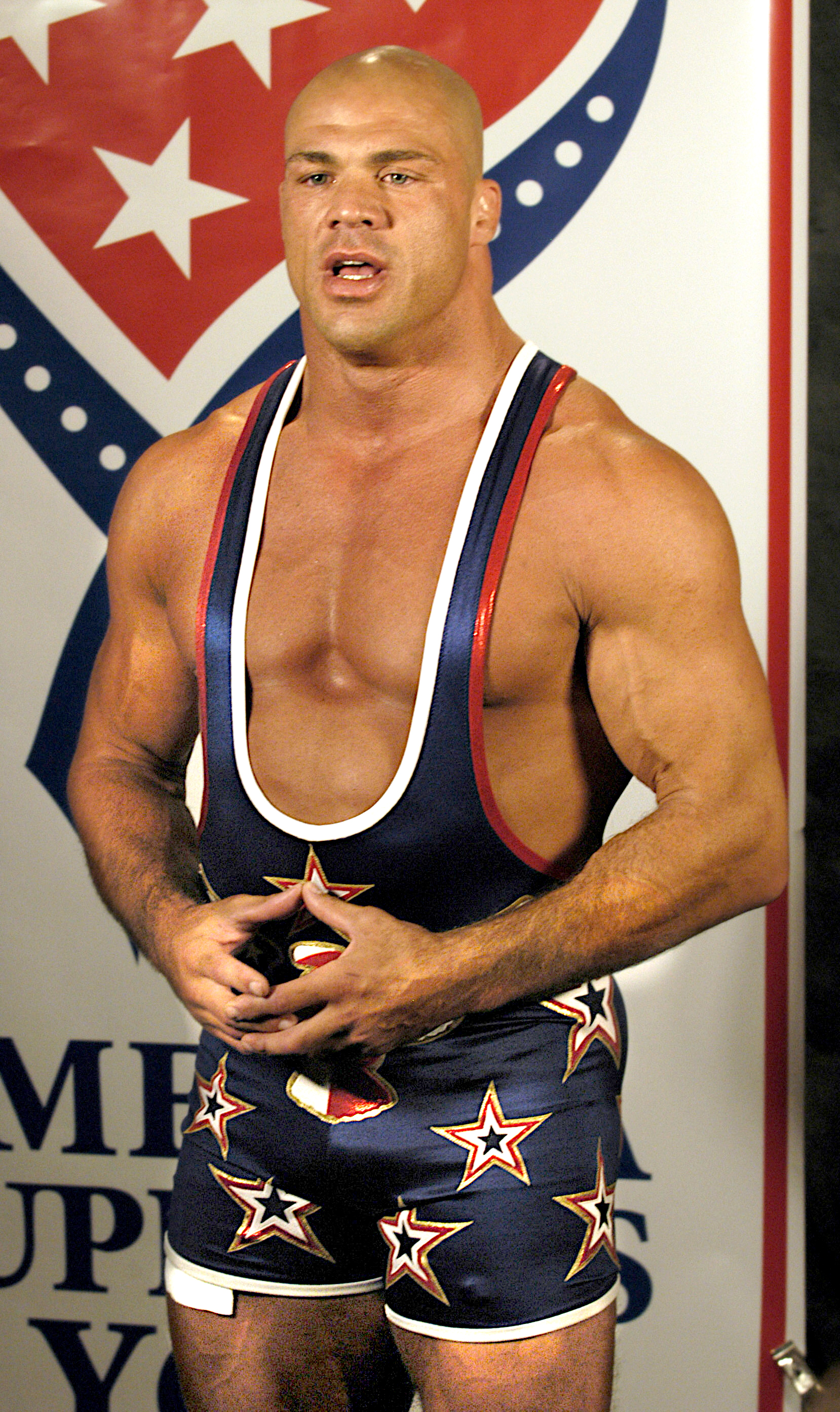
Angle in 2005

Hij raakte in januari 2003 verwikkeld in een vete met Brock Lesnar, die de Royal Rumble won. Lesnar claimde dat hij de "grote man" (superster) zou worden op SmackDown!. In de belangrijkste wedstrijd (jargon: main event) van WrestleMania XIX werd Angle verslagen door Lesnar. Hij moest als gevolg het WWE Championship afstaan.
Op 11 april 2003 onderging Angle een nekoperatie om problemen met osteofyten en hinder ter hoogte van een tussenwervelschijf te verhelpen. Deze alternatieve operatie verminderde Angle's revalidatietijd van een jaar tot drie maanden. Kort na zijn terugkeer won Angle bij het evenement Vengeance een driegevecht van Lesnar en Big Show en bemachtigde voor de 4e keer het WWE Championship. Tijdens een aflevering van SmackDown! op 27 juli 2003 moest Angle de titel opnieuw doorgeven aan Lesnar in een 60 minuten durende Iron Man match.
Angle kreeg het aan de stok met Eddie Guerrero. Hun vete bereikte zijn hoogtepunt op WrestleMania XX, maar Angle verloor. Al snel kreeg Angle weer last van legitieme nekklachten. Hij stond even op non-actief als worstelaar door een nieuwe blessure, werd aangesteld als 'General Manager' van SmackDown! en werd in die hoedanigheid brutaal aangevallen door Big Show. In juli 2004 werd hij als 'General Manager' ontslagen door Vince McMahon en hervatte Angle als actieve worstelaar.

#### "The Wrestling Machine" & vertrek (2005-2006)

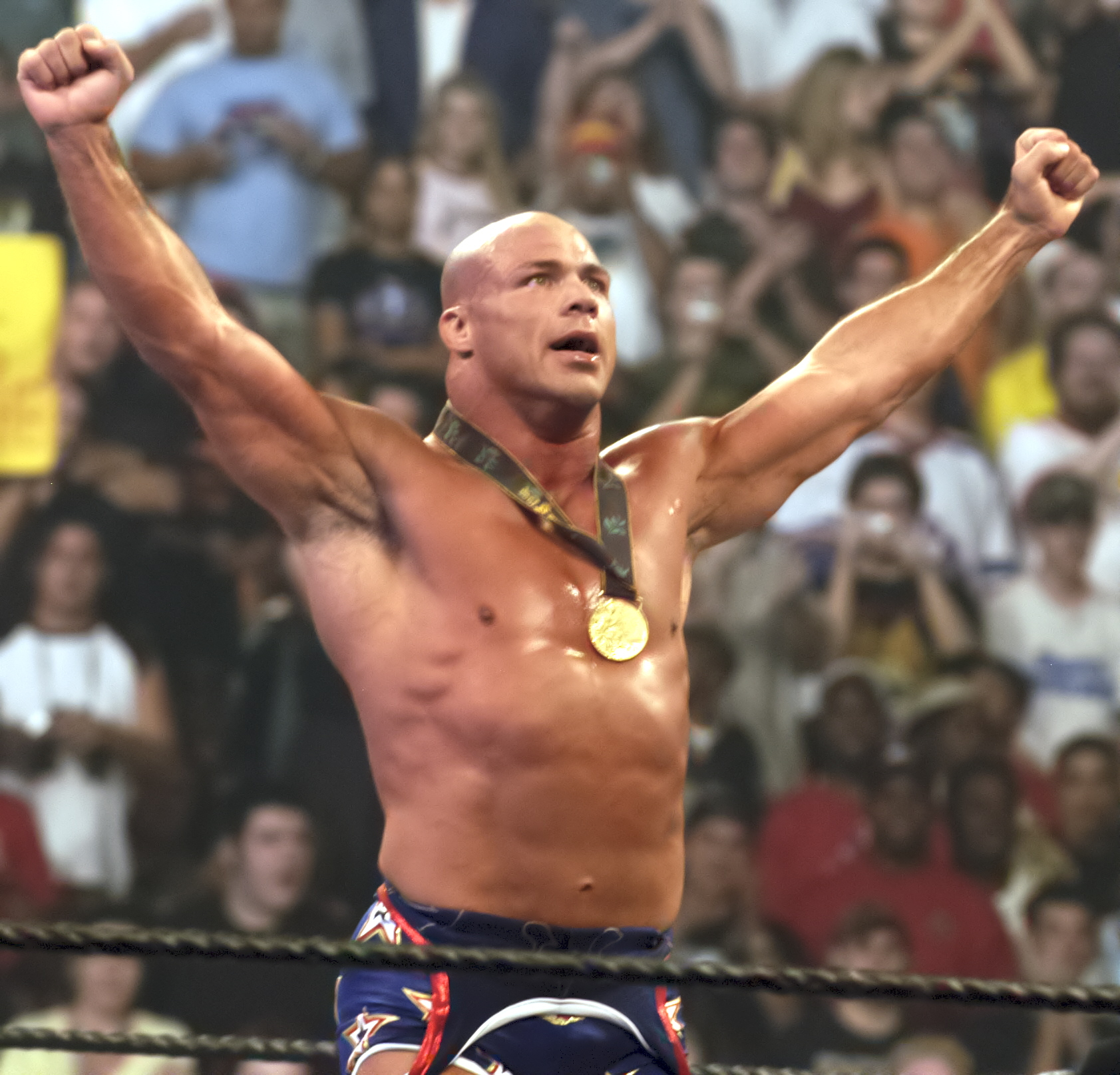
Angle in augustus 2005

In januari 2005 nam Angle deel aan de Royal Rumble, maar werd geëlimineerd door Shawn Michaels. Angle bleef Michaels bespotten door zijn voormalige tag teampartner Marty Jannetty te verslaan en "Sensational" Sherri Martel, die in het verleden 'manager' was van Michaels, aan te vallen. Dit resulteerde in een wedstrijd bij WrestleMania 21 tussen Angle en Michaels, waarin Angle zegevierde. Hij zette de verhaallijn met Michaels verder, tot hij de duimen moest leggen voor Michaels bij het evenement Vengeance.
Een half jaar later keerde Angle terug en concentreerde zich op het vacante World Heavyweight Championship. Hij veroverde het kampioenschap meteen door een 20-koppige eliminatiewedstrijd (jargon: battle royal) te winnen. Bij het evenement Royal Rumble, in januari 2006, behield Angle de titel door Mark Henry te verslaan. Na deze wedstrijd maakte The Undertaker (worstelaar)The Undertaker zijn opwachting en daagde Angle uit voor een titelwedstrijd. Hij legde The Undertaker over de knie bij het evenement No Way Out. Een maand later, bij WrestleMania 22, moest Angle de titel echter afstaan aan Rey Mysterio. Randy Orton was de andere uitdager.
Op 29 mei 2006 verhuisde Angle naar het pas opgerichte ECW-huismerk. Tijdens zijn periode als performer voor de ECW-shows verwierf Angle de bijnaam "The Wrestling Machine". Hij verpletterde al snel de tegenstand, maar sedert zijn verloren kamp tegen Randy Orton bij het evenement Vengeance, verscheen Angle 'slechts' sporadisch op televisie als performer in de hoofdshows Raw en SmackDown!.
Omwille van gezondheidsredenen vroeg Angle op 25 augustus 2006 een vervroegde ontbinding van zijn contract aan. Hij verliet als dusdanig na 8 jaar de federatie.

### Total Nonstop Action Wrestling (2006-2016)

#### TNA World Heavyweight Champion (2006-2007)
Slechts enkele weken nadat Angle zijn samenwerking met de WWE beëindigde, tekende hij een contract bij Total Nonstop Action Wrestling (TNA). Op 19 oktober 2006 maakte Angle zijn debuut en confronteerde Samoa Joe toen die laatste afstand weigerde te doen van het 'NWA World Heavyweight Championship', dat eerder door Samoa Joe werd gestolen van Jeff Jarrett. Uiteindelijk eiste Jarrett zijn titel weer op. Tijdens een aflevering van Impact! op 16 november 2006 versloeg hij Abyss. Het was Angle's eerste wedstrijd als worstelaar in TNA. Na de wedstrijd werd Angle opnieuw aangevallen door Samoa Joe. Het kwam tot een confrontatie tussen Angle en Samoa Joe bij het evenement Genesis, waar Angle zegevierde.
Bij het evenement Final Resolution versloeg hij Samoa Joe met 3-2 in een Iron Man match en kreeg hij zicht op het 'NWA World Heavyweight Championship', waar Angle voor streed bij het evenement Against All Odds in februari 2007. Angle moest z'n meerdere erkennen in Christian Cage nadat Travis Tomko en Scott Steiner de wedstrijd verstoorden. Hij kreeg het even aan de stok met Steiner. Enkele weken later stonden "Team Angle" en "Team Cage" tegenover elkaar, maar er werd een belangrijke voorwaarde gesteld. Indien een worstelaar van "Team Angle" een lid van "Team Cage" had verslagen, kreeg die een kans op het 'NWA World Heavyweight Championship' van Cage. Hij stelde een team samen dat bestond uit Samoa Joe, Rhino, Sting en Jeff Jarrett, terwijl Cage koos voor A.J. Styles, Scott Steiner, Tomko en Abyss. Die laatste werd door Jarrett aangevallen met diens houten gitaar, zodat Sting hem kon verslaan.
Cage moest zijn titel verdedigen tegen Sting en Angle bij het evenement Sacrifice. Een dag voor Sacrifice maakte de 'National Wrestling Alliance', eigenaars van het 'NWA World Heavyweight Championship' en 'NWA World Tag Team Championships', bekend dat Cage en Team 3D (Brother Ray & Brother Devon) hun titels moesten afgeven. Cage had namelijk geweigerd zijn titel in de toekomst te verdedigen bij de live-evenementen van TNA/NWA. Angle kroonde zich tot nieuwe "World Heavyweight Champion" bij het evenement. Dit waren tevens de begindagen van het TNA World Heavyweight Championship, de opvolger van het 'NWA World Heavyweight Championship'.

#### Triple Crown Champion en "The Angle Alliance" (2007-2008)

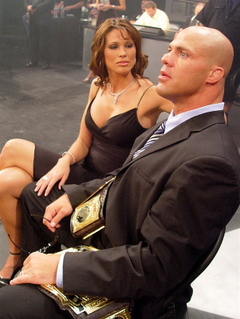
Angle en Karen Jarrett tijdens een aflevering van Impact! Wrestling

Bij het evenement Victory Road in juli 2007 vormde kersvers gekroond X Division Champion Samoa Joe een duo met Angle om te worstelen tegen World Tag Team Champions Team 3D (Brother Ray & Brother Devon), met als voorwaarde dat als een worstelaar de andere tegenstander uittelde, hij de titel veroverde. Joe telde Brother Ray uit en veroverde de twee World Tag Team Championship-riemen. In de eerstvolgende aflevering van Impact! daagde Joe, die nu het X Division en World Tag Team Championships hield terwijl Angle het TNA- en het IWGP Heavyweight Championship bezat, hem in augustus 2007 uit voor een confrontatie bij het evenement Hard Justice. De winnaar kreeg beide titels toegekend. Angle veroverde beide titels.
Angle werd uitgeroepen als de tweede TNA Triple Crown Champion en werd de eerste worstelaar die alle beschikbare TNA-titels bezat op hetzelfde moment. Incluis het IGWP-titel, werd Angle een viervoudige kampioen. Bij het evenement No Surrender moest Angle het TNA Tag Team Championship en het X Division Championship respectievelijk afstaan aan Team Pacman en Jay Lethal. Bij het evenement Bound for Glory moest Angle het TNA World Heavyweight Championship doorgeven aan Sting, maar heroverde de titel in een aflevering van Impact! op 25 oktober 2007.

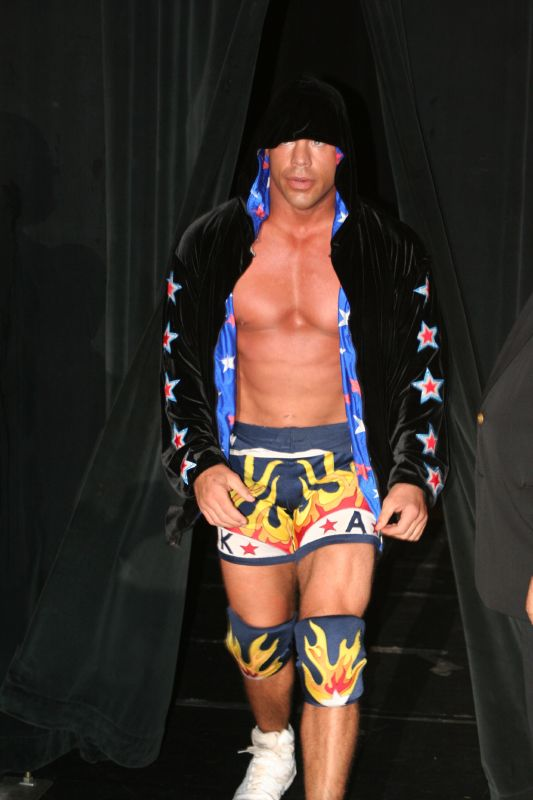
Angle in 2008

Bij het evenement Turning Point vormde Angle een team met A.J. Styles en Tomko als The Angle Alliance tegen Samoa Joe, Kevin Nash en Scott Hall. In januari 2008, bij het evenement Final Resolution, verdedigde Angle met succes zijn TNA World Heavyweight Championship tegen Cage en kreeg hiervoor de hulp van Styles. Bij het evenement Against All Odds in februari 2008, verdedigde Angle opnieuw met succes de titel en kreeg hiervoor de hulp van Tomko, maar bij het evenement Lockdown in maart 2008, moest Angle het kampioenschap uiteindelijk afstaan aan Samoa Joe.

#### "The Main Event Mafia" (2008-2009)
Nadat Angle een nekblessure opliep was hij even inactief. Volgens de verhaallijn keerde Angle terug op Impact! en vroeg aan zijn (zowel fictieve als werkelijke) ex-vrouw Karen Jarrett om zich te herenigen met hem, maar ze weigerde zijn aanbod. Bij Slammiversary verloor Angle de wedstrijd van Styles door toedoen van Karen Jarrett. Bij het evenement Victory Road wonnen Angle en Team 3D een six man tag team match van Christian Cage, Rhino en A.J. Styles. Bij het evenement Hard Justice, verloor Angle opnieuw van Styles en deze keer in een Last Man Standing-wedstrijd.
In de eerste aflevering van HD Impact! richtten Angle, Booker T, Kevin Nash en Sting een nieuwe worstelgroep (jargon: stable) op, genaamd The Main Event Mafia. Een week later werd Scott Steiner aan de groep toegevoegd. Bij het evenement Turning Point versloeg hij Abyss. Bij het evenement Sacrifice werd Angle afgezet als groepsleider en vervangen door Sting.
Op 21 juni 2009, bij Slammiversary nam Angle, met de hulp van Samoa Joe, de maat van Jeff Jarrett. Hij eiste terug het TNA World Heavyweight Championship op. In de eerstvolgende aflevering van Impact!, herwon Angle zijn leiderschap van de "The Main Event Mafia" nadat hij en de andere leden van de groep Sting aanvielen, terwijl Angle Samoa Joe verwelkomde als hun nieuwe lid. Bij het evenement No Surrender moest Angle de titel afstaan aan Styles. De overige tegenstanders waren Matt Morgan, Sting en Hernandez.

#### "Immortal" & "Fourtune" (2009-2012)
Angle begon een nieuwe vete met Desmond Wolfe en hij verloor de eerste wedstrijd van hem. Bij het evenement Turning Point won Angle de herkansingswedstrijd van Wolfe. In januari 2010, bij het evenement Genesis, verloor hij van A.J. Styles, die de hulp kreeg van Ric Flair om het TNA World Heavyweight Championship te winnen. Als resultaat werd Angle uitgesloten voor een nieuwe titelwedstrijd tegen Styles, zolang Styles kampioen was.
Tijdens een aflevering van Impact! verloor Angle opnieuw van Styles omdat scheidsrechter Earl Hebner omgekocht werd door Flair. Als antwoord van het accident, spuugde Angle naar Hogan en dreigde TNA te verlaten om terug te keren naar de WWE. Dat laatste deed Angle finaal niét, het maakte overigens deel uit van de verhaallijn. Later werd Hulk Hogan aangevallen door Scott Hall en Syxx-Pac en Angle bevrijdde hem uit z'n lijden.
Enkele weken later toonde Mr. Anderson geen respect aan de Amerikaanse soldaten en dat leidde tot een nieuwe vete met Angle. Bij het evenement Destination X klopte hij Anderson. Later werden Angle en Anderson geboekt voor een Steel Cage match bij het evenement Lockdown in april 2010, waarbij Angle als winnaar uit de bus kwam. Daarna kondigde Angle aan dat hij een korte pauze zou inlassen.
In oktober 2010, bij het evenement Bound for Glory, verloor Angle van Jeff Hardy. Hogan en Eric Bischoff bemoeiden zich met de wedstrijd en richtten daarna samen met Hardy, Abyss en Jeff Jarrett de worstelgroep Immortal op. Angle begon dan een vete met Jarrett en zijn vrouw Karen Jarrett (voorheen als Karen Angle) die maanden heeft geduurd. Tussendoor werd Angle meermaals aangevallen door leden van "Immortal" en bij het evenement Genesis verloor Angle van Jarrett.
Ric Flair flanste een wedstrijd in elkaar waarbij Angle een duo vormde met Crimson om te worstelen tegen Jarrett, James Storm, Robert Roode, Kazarian, Rob Terry, Gunner en Murphy; een 7 vs. 2 handicap match. De wedstrijd eindigde toen Jarrett hem uittelde. Een week later sloot de groep Fortune zich aan bij Angle, Crimson en Steiner. Op 13 februari 2011, bij het evenement Against All Odds, verloor Angle opnieuw van Jarrett en als resultaat moest Angle Karen naar de ring begeleiden in een aflevering van Impact!, waar Jarrett en Karen opnieuw hun huwelijksgeloften overdeden.
Op 17 april 2011, bij het evenement Sacrifice, toonden Angle en Chyna zich het sterkst in een mixed tag team match tegen de Jarretts. Bij Slammiversary IX, dat werd gepromoot als het laatste gevecht van Angle en Jarrett, verdedigde Angle met succes zijn olympisch gouden medaille tegen Jarrett en bovendien kreeg hij een kans op het TNA World Heavyweight Championship. In de eerstvolgende aflevering van Impact! daagde Jarrett hem uit voor een zogeheten 'Parking Lot Brawl', waarbij Jarrett ook instemde met een contract. In dat contract stond dat als Jarrett de wedstrijd verloor, zou Angle hem dwingen om naar Mexico te verhuizen. Uiteindelijk won Angle het gevecht door Jarrett te verstikken met een T-shirt. Hij zei ludiek "Adios" tegen Jarrett. Zo eindigde de vete tussen hen.
Angle begon daarna samen met Sting een vete met de resterende leden van "Immortal", terwijl toenmalig kampioen Mr. Anderson lid werd van de groep. Tijdens een aflevering van Impact! op 14 juli 2011, hielp hij Sting de titel te heroveren van Anderson. Op 7 augustus 2011, bij het evenement Hardcore Justice, verzilverde Angle de titelwedstrijd van Sting en veroverde voor de 5e keer de titel. Op 1 september 2011 verdedigde hij succesvol de titel tegen Sting en kreeg hiervoor de hulp van Hulk Hogan.
Tijdens een aflevering van Impact! in oktober 2011 moest Angle de titel alweer doorgeven aan James Storm. Angle had vervolgens meerdere titelwedstrijden tegen Storm om de titel te heroveren, maar faalde telkens in zijn opzet. In het voorjaar van 2012 worstelde Angle enkele wedstrijden tegen Jeff Hardy, zoals bij het evenement Victory Road in maart 2012. Angle won deze wedstrijd. Een maand later, bij het evenement Lockdown, werd hij door Hardy verslagen in een Steel Cage match.

#### Tag team met A.J. Styles (2012)
In de eerstvolgende aflevering van Impact Wrestling won Angle van Styles, met dank aan Styles' rivalen Christopher Daniels en Kazarian. Bij het evenement Sacrifice greep Angle de herkansing tegen Styles, maar Daniels en Kazarian verstoorden de wedstrijd. Na de wedstrijd beschermde hij Styles tegen Daniels en Kazarian. Bij het evenement Slammiversary in juni 2012 veroverden Angle en Styles het TNA World Tag Team Championship mits een overwinning tegen Daniels en Kazarian. Uiteindelijk moesten Angle en Styles de titelriemen opnieuw afstaan aan Daniels en Kazarian. Op 9 september 2012, bij het evenement No Surrender, trachtten Angle en Styles de titels te heroveren, maar ze faalden.

#### Ruzie met "Aces & Eights" (2012-2013)
Tijdens een aflevering van Impact Wrestling in oktober 2012 werd Angle aangevallen door de leden van Aces & Eights. Bij het evenement Turning Point versloeg hij "Aces & Eights"-lid Devon, ondanks interferentie van de andere leden. Een paar weken stond Angle op non-actief omdat "Aces & Eights"-lid Mike Knox zijn nek verwondde met een hamer. Tijdens de Impact Wrestling-aflevering van 31 januari 2013 keerde Angle terug naar de ring. Hij klopte "Aces & Eights"-lid Mr. Anderson.
Angle verliet de promotie in 2016.

### Terugkeer naar WWE (2017-2020)
Een jaar later keerde Angle terug naar WWE. Hij werd op 1 april 2017 opgenomen in de WWE Hall of Fame, aan de vooravond van WrestleMania 33. Op 3 april 2017 werd hij benoemd als nieuwe General Manager van Monday Night Raw. Hij was de opvolger van Mick Foley. Angle was eenmalig lid van de groep The Shield bij het evenement Tables, Ladders and Chairs in oktober 2017. Hij verving toen de ziek uitgevallen Roman Reigns. Hij won als partner van Ronda Rousey een tag team match van Triple H en Stephanie McMahon bij WrestleMania 34 in april 2018.
Angle worstelde op 7 april 2019 zijn allerlaatste wedstrijd. Hij verloor van Baron Corbin bij WrestleMania 35 en zette op 50-jarige leeftijd een punt achter een 25-jarige carrière.
Angle werd op 15 april 2020 ontbonden van zijn contract bij WWE. Hij was nog actief in de WWE als General manager van Monday Night Raw. Angle werd bekend door als worstelaar de Olympische Zomerspelen 1996 in Atlanta te winnen Bij het worstelen. In zijn ‘themesong’ waar hij telkens mee de ring betrad, zong het publiek hem toe met de 2 legendarische woorden ondertussen ‘you s*ck’ wat hem zeer bekend maakte bij de fans.

## Persoonlijk leven
Angle trouwde op 19 december 1998 met Karen Smedley, met wie hij in 2002 een dochter kreeg en in 2006 een zoon. In augustus 2007 debuteerde Karen in TNA als Angle's aanmoediging. In september 2008 werd bekend dat zij wilde scheiden en trouwde later, in 2010, met Jeff Jarrett.
Op 20 juli 2010 trouwde Angle met actrice Giovanna Yannotti. Het koppel kreeg een dochter in 2011. Op oudejaarsavond 2012 kregen zij hun tweede kind, eveneens een dochter.
Angle is een fan van de Pittsburgh Steelers, een professionele American footballteam.

## In het worstelen
- Finishers
  - Angle Slam / Olympic slam
  - Ankle lock
  - Crossface chickenwing
- Signature moves
  - Bodyscissors
  - Double leg takedown
  - European uppercut
  - Headbutt
  - Moonsault
- Managers
  - Bob Backlund
  - Paul Heyman
  - Shane McMahon
  - Stephanie McMahon
  - Trish Stratus
  - Luther Reigns
  - Daivari
  - Tomko
  - Karen Angle
  - Kevin Nash
  - Frank Trigg
- Bijnamen
  - "The American Hero" (WWF/NJPW)

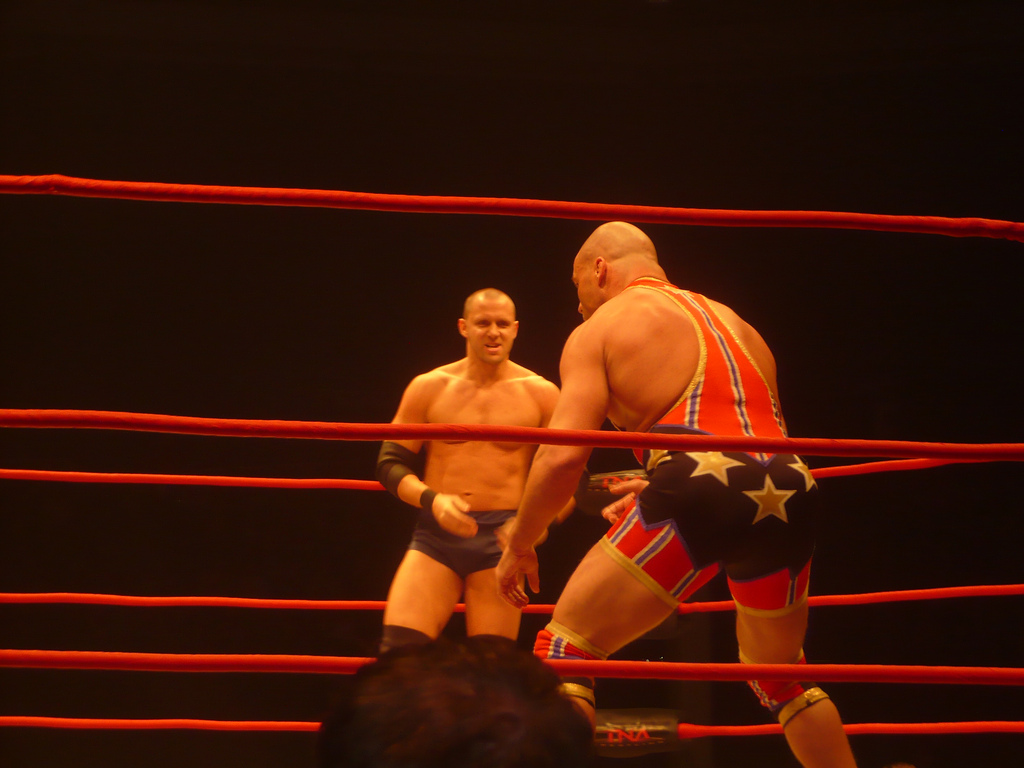
Een wedstrijd tussen Angle en Desmond Wolfe

  - "The Most Celebrated Real Athlete in WWF History" (WWF)
  - "Real Athlete" (WWF)
  - "The Olympic Gold Medalist" (WWF/WWE/TNA)
  - "The Olympic Hero" (WWF)
  - "The Only Olympic Gold Medalist in Professional Wrestling History" (WWF/WWE/TNA)
  - "The Wrestling Machine" (WWE)
  - "The Godfather of The Main Event Mafia" (TNA)

## Prestaties

### Amateur worstelen
- Canadian Cup Championship
  - Winner (1990)
- Collegiate / High School
  - Pennsylvania State Wrestling Champion (1987)
  - Clarion University Freshman of the Year (1988)
- Espoir World Cup
  - Runner-up (1989)
- International Federation of Associated Wrestling Styles
  - FILA Junior World Freestyle Champion (1988)
  - FILA World Freestyle Champion (1995)
- National Amateur Wrestling
  - National Amateur Wrestling Hall of Fame (Class of 2001)
- National Collegiate Athletic Association
  - NCAA Division I All-American (1990–1992)
  - NCAA Division I Champion (1990, 1992)
  - NCAA Division I runner-up (1991)
- Olympische Spelen
  -  In freestyle wrestling (heavyweight) (1996)
- USA Wrestling
  - USA Junior Freestyle Champion (1987, 1995, 1996)
  - USA Wrestling Hall of Fame (Class of 2001)
- World Championships
  - Gold medal in freestyle wrestling (heavyweight) (1995)
- Yasar Dogu Tournament
  - Runner-up (1989)

### Professioneel worstelen
- Cauliflower Alley Club
  - Future Legend Award (2000)
- Inoki Genome Federation
  - IWGP Third Belt Championship (1 keer)
- Power Pro Wrestling
  - PPW Heavyweight Championship (1 keer)
- Pro Wrestling Illustrated
  - PWI Comeback of the Year (2003)
  - PWI Feud of the Year (2000) vs. Triple H
  - PWI Feud of the Year (2003) vs. Brock Lesnar
  - PWI Feud of the Year (2007) vs. Samoa Joe
  - PWI Match of the Year (2003) vs. Brock Lesnar in een 60-minute Iron Man Match op SmackDown!
  - PWI Match of the Year (2005) vs. Shawn Michaels in WrestleMania 21
  - PWI Most Hated Wrestler of the Year (2000)
  - PWI Most Inspirational Wrestler of the Year (2001)
  - PWI Most Popular Wrestler of the Year (2003)
  - PWI Rookie of the Year (2000)
  - PWI Wrestler of the Year (2003)
  - PWI rankeede hem #1 in de top 500 singles worstelaar in de PWI 500 in 2001
- Total Nonstop Action Wrestling
  - TNA World Heavyweight Championship (5 keer)
  - TNA World Tag Team Championship (2 keer; Sting (1x) en A.J. Styles (1x))
  - TNA X Division Championship (1 keer)
  - King of the Mountain (2007, 2009)
  - Triple Crown Championship (2de)
  - TNA Hall of Fame (2013)
- World Wrestling Federation / World Wrestling Entertainment
  - WCW United States Championship (1 keer)
  - WCW World Heavyweight Championship (1 keer)
  - WWE World Heavyweight Championship (1 keer)
  - WWF/WWE Championship (4 keer)
  - WWF European Championship (1 keer)
  - WWF Hardcore Championship (1 keer)
  - WWF Intercontinental Championship (1 keer)
  - WWE Tag Team Championship (1 keer met Chris Benoit)
  - Triple Crown Championship (10de)
  - Grand Slam Championship (5de)
  - King of the Ring (2000)
  - WWE Hall of Fame (Class of 2017)

## Top-10 hoogst gequoteerde wedstrijden
Hieronder volgt een lijst op basis van beoordelingen van wedstrijden van Kurt Angle door journalist Dave Meltzer van Wrestling Observer Newsletter (WON), het hoogst aangeschreven tijdschrift over professioneel worstelen ter wereld. Kurt Angle heeft 168 keer een beoordeling gekregen van WON; onderstaand werden de tien hoogst gequoteerde opgelijst:
| Evenement                                    | Datum             | Kampioenschap (optioneel)                            | Wedstrijd | Winnaar                                                  | Beoordeling door WON |
| -------------------------------------------- | ----------------- | ---------------------------------------------------- | --- | -------------------------------------------------------- | -------------------- |
| WWE No Mercy 2002                            | 20 oktober 2002   | WWE Tag Team Championship (vacant wegens inaugureel) | Kurt Angle & Chris Benoit vs. Edge & Rey Mysterio | Kurt Angle & Chris Benoit (nc)                           | **** ¾               |
| WWE Royal Rumble 2003                        | 19 januari 2003   | WWE Championship                                     | Kurt Angle (c) vs. Chris Benoit | Kurt Angle (c)                                           | **** ¾               |
| WrestleMania 21                              | 3 april 2005      | n.v.t.                                               | Kurt Angle vs. Shawn Michaels | Kurt Angle                                               | **** ¾               |
| WWE Armageddon 2000                          | 10 december 2000  | WWF Championship                                     | Kurt Angle (c) vs. Rikishi vs. "Stone Cold" Steve Austin vs. The Undertaker vs. Triple H vs. The Rock in een Hell in a Cell match                                    | Kurt Angle (c)                                           | **** ½               |
| WWF SummerSlam 2001                          | 19 augustus 2001  | WWF Championship                                     | "Stone Cold" Steve Austin (c) vs. Kurt Angle | Kurt Angle met diskwalificatie, Austin bleef titelhouder | **** ½               |
| WWF Survivor Series 2001                     | 18 november 2001  | n.v.t.                                               | Team WWF (The Undertaker, Chris Jericho, Kane, Big Show & The Rock) vs. Team Alliance (Kurt Angle, Booker T, Rob Van Dam, Shane McMahon & "Stone Cold" Steve Austin) | Team WWF                                                 | **** ½               |
| WWE Judgment Day 2002                        | 19 mei 2002       | n.v.t.                                               | Kurt Angle vs. Edge | Edge                                                     | **** ½               |
| WWE Vengeance 2002                           | 21 juli 2002      | WWE Undisputed Championship                          | The Undertaker (c) vs. The Rock vs. Kurt Angle | The Rock (nc)                                            | **** ½               |
| WWE Unforgiven 2002                          | 22 september 2002 | n.v.t.                                               | Kurt Angle vs. Chris Benoit | Chris Benoit                                             | **** ½               |
| WWE Friday Night SmackDown! (aflevering 173) | 3 december 2002   | n.v.t.                                               | Kurt Angle vs. Chris Benoit vs. Eddie Guerrero vs. Edge | Kurt Angle                                               | **** ½               |

- Top 10 op basis van beoordelingen door Wrestling Observer Newsletter wordt anno 2022 niet geüpdatet, Kurt Angle beëindigde op 8 april 2019 zijn carrière als fulltime/parttime worstelaar